# Estènele
Estènele, (en grec antic: Σθενέλη) d'acord amb la mitologia grega, era una filla d'Acastos, rei de Iolcos, i d'Astidamia. Era germana de Laodamia i d'Estèrope.
Casada amb Meneci, va ser la mare de Pàtrocle, el company d'Aquil·les, segons Higí. Però Higí diu també en un altre lloc que la mare de Patrocle era Filomela.